# Real Congregación de San Fermín de los Navarros
La Real Congregación de San Fermín de los Navarros es una cofradía establecida en torno a la devoción de San Fermín por navarros residentes en Madrid. Fue creada a finales del siglo XVII, bajo la protección del rey Carlos II de España. 

## Historia
Este grupo se venía reuniendo cada 7 de julio y 25 de septiembre en la capilla de Nuestra Señora de la Soledad, dentro del Convento de la Victoria, situado «muy cerca de la Puerta del Sol, al principio de la Carrera de San Jerónimo y enfrente del antiguo hospital del Buen Socorro». El lugar elegido conservaba la cabeza de San Fermín, obispo de Pamplona, regalo de la reina Isabel de Valois.
Finalmente fundan el 7 de julio de 1683 la congregación siendo aprobadas en 1684 las primeras constituciones. La primera junta directiva, que tenía por "padre espiritual" a fray Manuel de Herrera, estuvo formada por:
| Cargo                   | Elegido                                                                                           |
| ----------------------- | ------------------------------------------------------------------------------------------------- |
| Prefecto                | Duque de Alba, como Conde de Lerín y Condestable de Navarra.                                      |
| Asistente 1º            | Conde de Oropesa                                                                                  |
| Asistente 2º            | Duque de Alburquerque                                                                             |
| Consiliario 1º          | Esteban Fermín de Marichalar                                                                      |
| Consiliario 2º          | Gaspar de Legasa                                                                                  |
| Consiliario 3º          | Ildefonso de Bayona                                                                               |
| Consiliario 4º          | José de Gurpegui                                                                                  |
| Secretario              | José Bruñón                                                                                       |
| Sustituto               | Miguel Eugenio de Vértiz                                                                          |
| Contador                | Rafael de Sesma                                                                                   |
| Tesorero                | Bernardo de Mendiri                                                                               |
| Celadores de pobres     | Diego de Piñuela Juan de Goyeneche                                                                |
| Celadores de cárceles   | Luis de Osés José de Levieta                                                                      |
| Celadores de hospitales | Martín de Valencia Diego de Bozaya                                                                |
| Comisarios de altar     | Antonio de Armendáriz Miguel Eugenio de Vértiz Juan Miguel de Echalecu Fermín Martínez de Oztabat |
| Asistentes de pleitos   | José Colomo Blas de Suescun                                                                       |
| Maestros de ceremonias  | Antonio García de Lemus Juan Manuel de Zearrote                                                   |

En 1685 trasladan su sede la iglesia del Convento de la Trinidad donde permanecieron hasta 1746. Sin embargo, dos años antes, en 1744 se resuelve tener una iglesia propia. Para ello adquieren la residencia de los condes de Monterrey donde se leventará la primera iglesia de San Fermín de los Navarros, en 1746, que dio nombre aparte del Paseo del Prado. Esta iglesia y el hospital adyacente fueron demolidos en 1885 con motivo del inicio de las obras de construcción del edificio del Banco de España. La Real Congregación de San Fermín de los Navarros decidió entonces trasladar la iglesia a unos terrenos propiedad de Isabel de Borbón en el paseo del Cisne (actual Paseo de Eduardo Dato).

## Prefectos y viceprefectos
Al momento de la fundación Antonio Álvarez de Toledo y Enríquez de Ribera, VII Duque de Alba como Conde de Lerín y Condestable de Navarra, fue el primer prefecto por espacio de un año tal como establecía el reglamente.
El 12 de julio de 1761 a los titulares de este cargo se les empieza a llamar viceprefectos.

## Sede y actividades
Tiene su sede en la Iglesia de San Fermín de los Navarros, en el centro de Madrid.
La Real Congregación actualmente organiza actos en los días de San Fermín y de San Francisco Javier, una Javierada de los navarros en Madrid a Nuevo Baztán en marzo, así como excursiones a distintos centros de interés histórico para Navarra, al igual que conciertos o conferencias. 